# ونیش (برند)
ونیش (انگلیسی: Vanish) شرکت لوازم بهداشتی هلندی است، که در سال ۱۹۸۳ تأسیس شد.